# Гольденберг, Мордехай
Мордехай (Мордхэ) Гольденберг (идиш מרדכי גאָלדענבערג‎, ивр. מרדכי גולדנברג‎‎; 1883, Згурица, Сорокский уезд, Бессарабская губерния — 1941, гетто Бершадь, Транснистрия) — бессарабский еврейский прозаик, поэт и журналист. Писал на иврите и на идише.

## Биография

### Ранние годы
Самый известный в довоенной Бессарабии ивритский литератор Мордхэ Гольденберг никогда не жил в сколь-либо многонаселённых её городах, хоть и менял места проживания не один раз. Вся его жизнь, однако, была связана с этим краем. Он родился в бывшей еврейской земледельческой колонии Згурица Сорокского уезда на севере Бессарабской губернии (теперь Дрокиевского района Молдовы) в 1883 году, рос в местечке Атаки Хотинского уезда той же Бессарабской губернии (теперь Окницкого района Молдовы), некоторое время жил в местечке Рышканы Бельцкого уезда (теперь райцентр Рышканского района Молдовы) и дольше всего в местечке Капрешты Сорокского уезда (теперь Флорештского района Молдовы). В этой еврейской сельскохозяйственной колонии он поселился в конце 1910-х годов и находился до 1934 года, играя заметную роль в общественной жизни местечка как педагог, активист ссудо-сберегательного товарищества и постоянный корреспондент кишинёвской газеты «Ундзер Цайт» (Наше время, под редакцией З. Розенталя). О пребывании Гольденберга в Капрештах повествуется в рассказе Ихила Шрайбмана «Кантор и его певчие» из цикла «Рашковские истории». В 1934 году Гольденберг переехал в местечко Секуряны (тогда на самом севере Бессарабии, теперь в Сокирянском районе Черновицкой области Украины).
Во всех городках и весях, где ему приходилось жить Гольденберг учительствовал — обучал детей древнееврейскому языку и Торе. Таким образом он воспитал ряд известных в будущем литераторов (Герцл Гайсинер-Ривкин, Эршл Цельман, Биньюмен-Ицхок Духовный — впоследствии известный под псевдонимом Б.И. Михали и др.). Ивритские литераторы Бессарабии более молодого поколения, прежде всего К. А. Бертини (1903—1995) и Б.И. Михали (1910—1989), считали его своим литературным наставником; упоминали о его влиянии на своё творчество и другие ивритские писатели края — Ицхок Вайнштейн, Яков Кучер, Шмуэл-Лейб Бланк, и даже не менее маститый писатель Золмен Розенталь не без влияния Гольденберга в последние предвоенные годы перешёл почти полностью на иврит.

### Литературное творчество

Группа еврейских литераторов на праздновании 20-летия Черновицкой конференции 1908 года по еврейскому языку — справа налево, сидят: публицист и педагог-методист, доктор философии Исроэл Рубин (1890—1954), литературовед и лингвист Залмен Рейзен (1887—1941), фольклорист Ноех Прилуцкий (1882—1941), поэт Ицик Мангер (1901—1969); стоят: липканский художник Шлойме Лернер (1890—1963), актёр и декламатор Герц Гросбарт (1892—1994), Мордхе Гольденберг. Черновицы, 1928 (фотоателье Jacob Brüll)

При жизни Мордхэ Гольденберг был известен прежде всего как ивритский литератор, так как его поэзия и рассказы в книжной форме выходили только на этом языке. И хотя его публицистические работы на идише регулярно появлялись в периодических изданиях Кишинёва (газета «Ундзер Цайт» — Наше время), Бухареста (двуязычная румынско-идиш газета «Трибунэ» — Трибуна) и Черновиц (журнал «Черновицер Блэтэр» — Черновицкие листки), впервые его поэзия на идише вошла в двуязычный сборник «Решафим баАрава», выпущенный в 1940-м году. Вскоре Бессарабия отошла к СССР и тираж широкого распространения так и не получил. Только после войны, в 1946 году эта книга была переиздана в Тель-Авиве.
Из его книг на иврите, следует отметить стихотворный цикл «Ширей һаМилхама» («Песни войны», 1930), два вышедших в 1939 году в Кишинёве сборника прозы, и книгу детских рассказов «Зёрна», опубликованную в сотрудничестве с писателями К.А. Бертини, Ицхоком Вайнштейном и Левином Кипнисом в том же 1939 году кишинёвским издательством «Тарбут» (Культура). Сборник избранной прозы Гольденберга «һаТахана һаАтика» (Древняя станция, второй том собрания сочинений) был составлен К. А. Бертини, Б.И. Михали и Я. Фихманом и опубликован посмертно в 1951 году в Тель-Авиве.

### Последний период
Великая Отечественная война застала Гольденберга в Секурянах, откуда он вместе с женой и дочерью Этей (на летних каникулах от учёбы на историко-филологическом факультете Кишинёвского педагогического института) был депортирован в гетто. В ходе массовых зверств, учинённых румынской оккупационной армией над еврейским населением т. н. Транснистрии, Гольденберга принудили присутствовать при надругательстве румынских солдат над его женой и дочерью; обе покончили с собой на следующий день. Сам Гольденберг погиб в Бершадском гетто несколькими месяцами позже.

## Книги
- גרגרים, לתינוקות (зёрна, детские истории, совместно с К. А. Бертини, И. Вайнштейном и Левином Кипнисом), «Тарбут»: Кишинёв, 1939.
- איך למרה הסנונית את אפרוחיה (повести и рассказы), издательство «Тарбут»: Кишинёв, 1939.
- פּרות מספרים (проза), издательство «Тарбут беБесарабия»: Кишинёв, 1939.
- מבֿחר כּתּבֿים: רשפים בערבה (мивхар ктавим: Решафим баАрава, стихи), собрание сочинений — том первый, «Тарбут беБесарабия», «Техник-М. Дектор»: Кишинёв, 1940 (переиздано в Тель-Авиве, 1946).
- מבֿחר כּתּבֿים: הטחנה העתּיקה (мивхар ктавим — собрание сочинений: повести и рассказы), том второй, составители К. А. Бертини, Б. И. Михали и Яков Фихман, Тель-Авив, 1951.